# هاري غراهام
هاري غراهام (بالإنجليزية: Harry Graham)‏ (16 ديسمبر 1887 إدنبرة المملكة المتحدة - 1 يناير 1940 اسكتلندا المملكة المتحدة) هو لاعب كرة قدم بريطاني.